# Villagarcía de la Torre
Villagarcía de la Torre là một đô thị trong tỉnh Badajoz, Extremadura, Tây Ban Nha. Theo điều tra dân số 2006 (INE), đô thị này có dân số là 1003 người.
38°17′B 06°04′T / 38,283°B 6,067°T